# Ciumăfaie
Ciumăfaia (Datura stramonium) este o specie de plante toxice din genul Datura, familia Solanaceae.

## Caractere morfologice
- Tulpina

- Frunza

- Florile

- Semințele

## Folosire
În cultura americană este folosită de mii de ani ca plantă medicinală, ca de exemplu cu fumul de la  frunze uscate de ciumăfaie se alinau crizele de astm. Era folosită și ca stupefiant de preoții Zuni din America de Nord la slujbele religioase cu scopul de a putea lua contactul cu zeii sau la identificarea hoților. Planta este adusă în Europa ca să servească la prepararea alifiilor pentru vrăjitoare. Datura mai era folosită în Europa ca afrodiziac, iar în China și Peru se punea în bere. În prezent se folosește datorită florilor frumoase ca plantă de ornament, fiind frecvent confundată cu Brugmansia. Toate părțile plantei in special semințele maronii-negre sunt toxice.

## Imagini

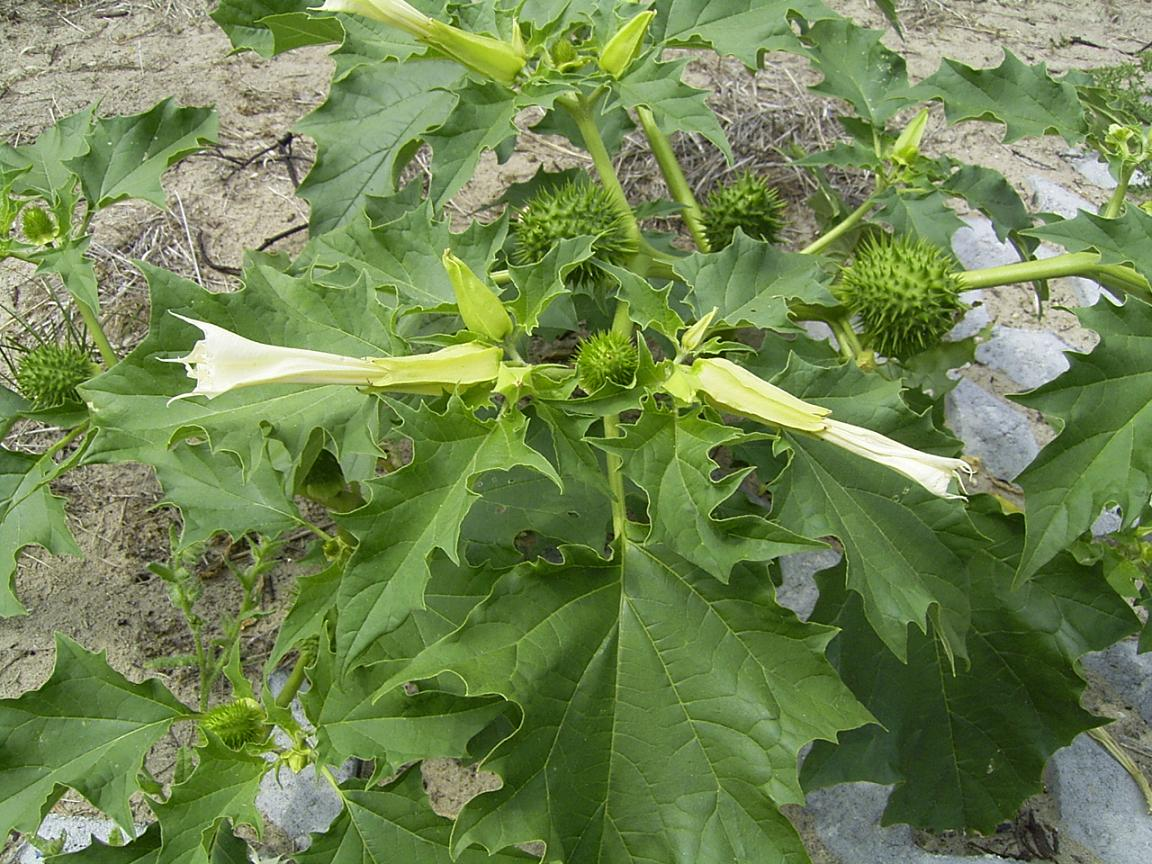
Plantă
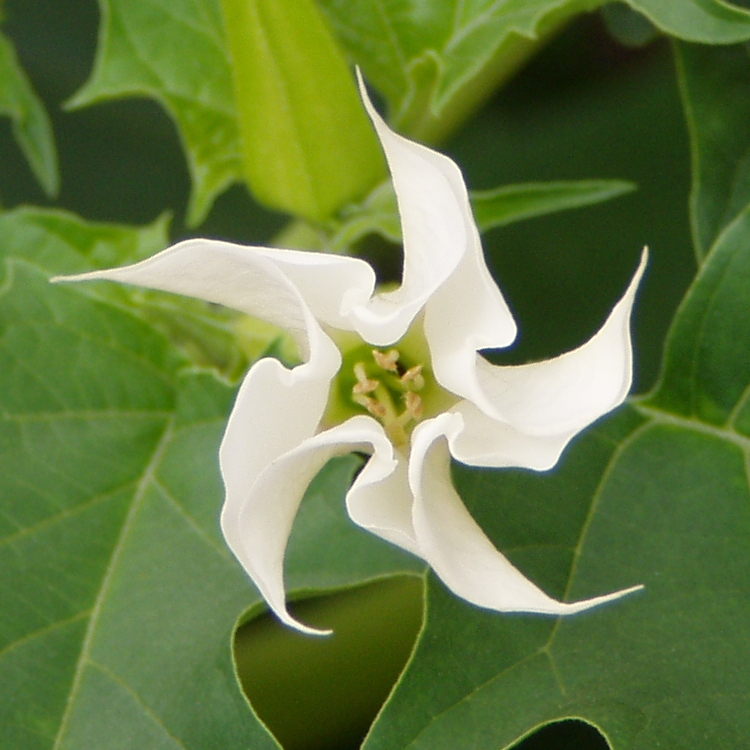
Floare
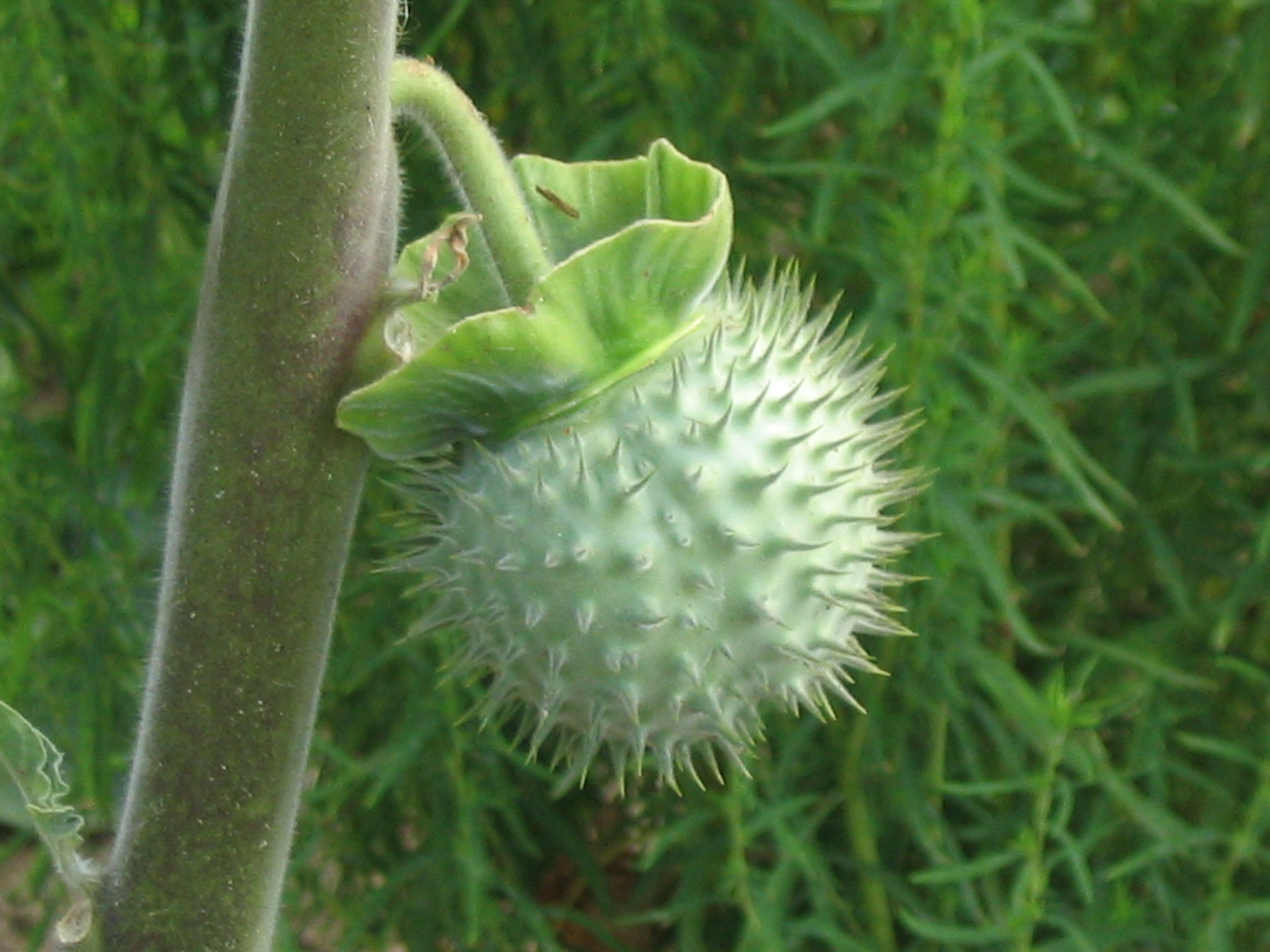
Fruct
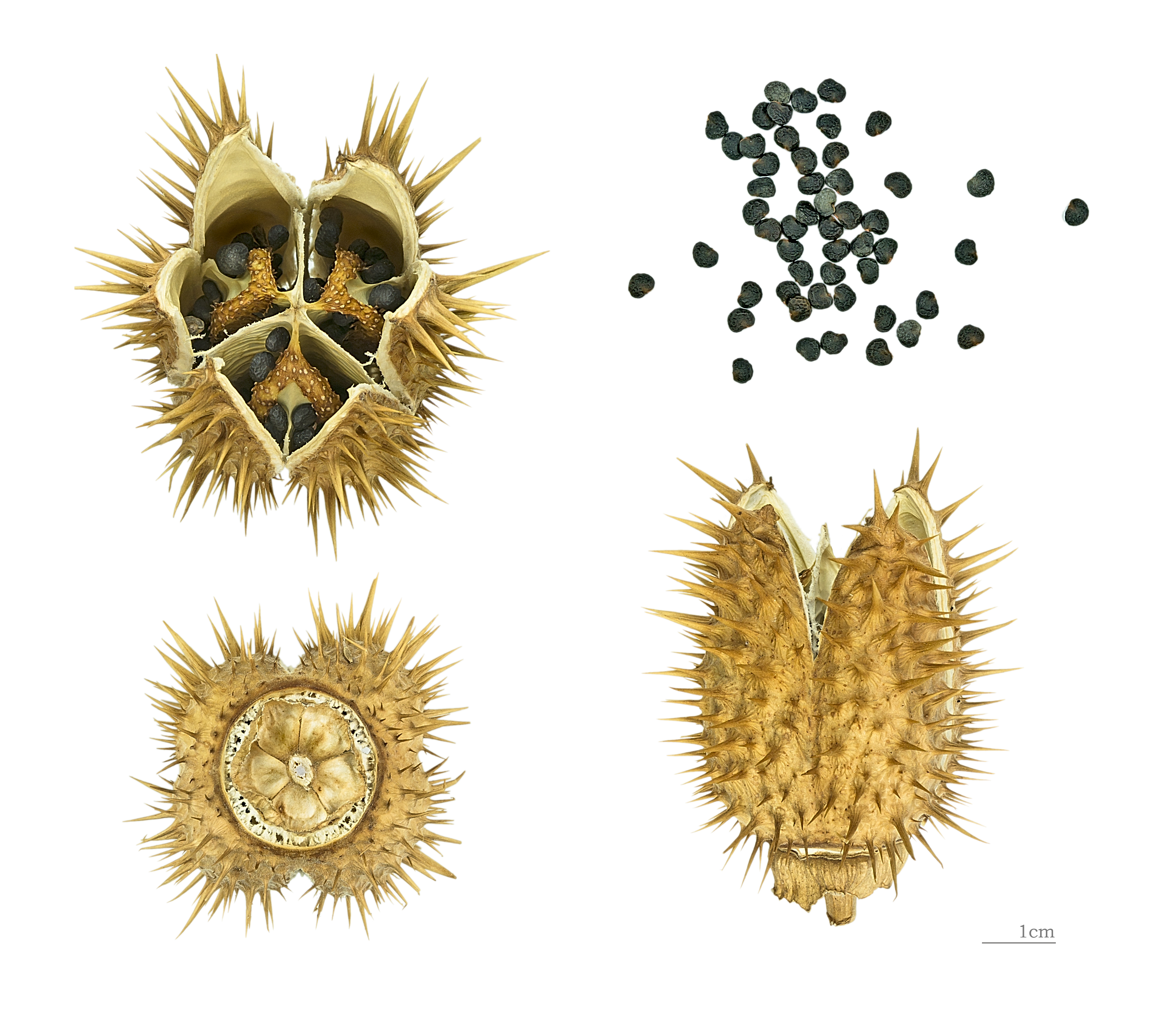
Seminţe